# دیزج‌آباد
دیزج‌خرابه ، روستایی از توابع بخش مرکزی شهرستان زنجان در استان زنجان ایران است. این روستا در دهستان بناب واقع شده است و در فاصله ۶.۵ کیلومتری جنوب شرق زنجان قرار دارد. ارتفاع این روستا از سطح دریا، حدود۱۶۷۶ متر است. این روستا بر سر جاده ترانزیت زنجان-خرمدره(جاده۳۲) قرار گرفته است و به لحاظ موقعیتی جایگاهی مطلوب دارد و در نزدیکی مرکز استان و مرکز شهرستان زنجان واقع شده است و از روستا های پر جمعیت این شهرستان محسوب می شود.این روستا زیر تلخاب است

## جمعیت
بر اساس سرشماری مرکز آمار ایران در سال ۱۳۹۵، جمعیت روستای دیزج آباد ۴۱۵۷ نفر، معادل ۱۲۹۴خانوار بوده‌است.